# NGC 6418
NGC 6418 في الفهرس العام الجديد، هي مجرة، تقع في كوكبة التنين. اكتشفت في 4 مايو 1885 بواسطة إدوارد د. سويفت.

## روابط خارجية
- NGC 6418 على موقع ويكي سكاي: DSS2, SDSS, GALEX, IRAS, Hydrogen α, X-Ray, Astrophoto, Sky Map, Articles and images